# Casteide-Cami
Casteide-Cami – miejscowość i gmina we Francji, w regionie Nowa Akwitania, w departamencie Pireneje Atlantyckie.
Według danych na rok 1999 gminę zamieszkiwało 167 osób, a gęstość zaludnienia wynosiła 24,56 osób/km² (wśród 2290 gmin Akwitanii Casteide-Cami plasuje się na 1017. miejscu pod względem liczby ludności, natomiast pod względem powierzchni na miejscu 1287.).